# Леофвін Годвінсон

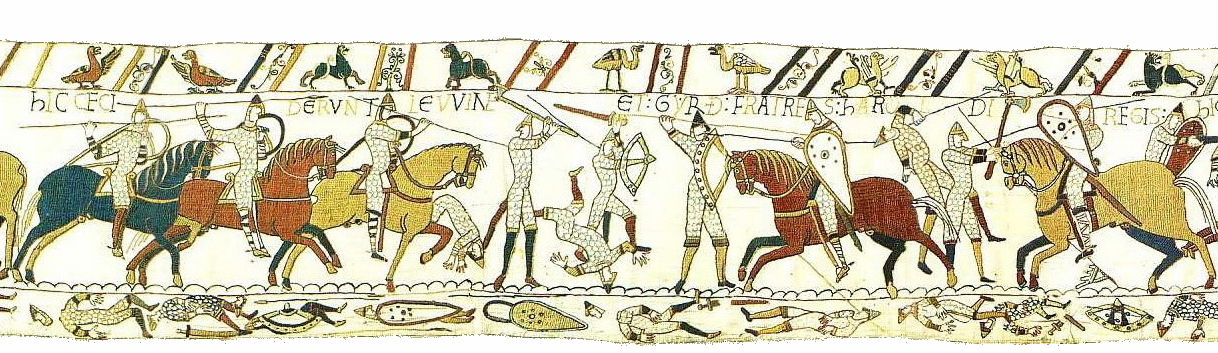
Фрагмент килиму з Байо. Містить напис латиною: 'Ось загинули Леофвін та Гірс, брати короля Гарольда

Леофвін Годвінсон — молодший брат Гарольда II, п'ятий син графа Годвіна.
У 1051 році, коли родину Годвіна було вигнано з Англії, Леофвін вирушив разом із Гарольдом до Ірландії. Наступного року він повернувся до Англії, як і більша частина родини, але при смерті батька у 1053 році присутнім не був.
Після смерті Годвіна у квітні 1053, Годвінсони спромоглись зберегти свої статки в Англії. Гарольд успадкував графство Вессекс та став другим за могутністю після короля англійським можновладцем. Десь між 1055 та 1057 роками Гірс зробився графом Східної Англії, Кембриджширу та Оксфордширу. Леофвін же володів графствами Кент, Ессекс, Мідлсекс, Гартфордшир, Суррей та, можливо, Бакінгемшир. Таким чином, під контролем Годвінсонів опинилась практично вся східна Англія.
Леофвін загинув разом із своїми братами Гарольдом та Гірсом 1066 року, під час битви при Гастінгсі.